# 대니얼 분
대니얼 분(영어: Daniel Boone, 1734년 11월 2일 ~ 1820년 9월 26일)은 미국 서부개척자이자 사냥꾼이며 미국 최초의 민중영웅이다.
켄터키 주의 탐험가이자 정착자로 널리 알려져있다. 당시 아메리카 대륙에 거주하고 있던 인디언들의 저항에도 불구하고, 컴벌랜드 협곡을 지나서 켄터키를 향하는 '월더니스 통로'를 개척했다. 그는 애팔래치아산맥을 넘어 정착한 최초의 미국인이다. 18세기 후반, 200,000명 이상의 인구가 분의 길을 따라서 켄터키로 이주했다.
대니얼 분은 미국 독립 전쟁 당시, 켄터키에서의 정착민과 영국-인디언 연합간의 전투에서 국민군 장교로써 활약했다. 분은 전쟁 중에 버지니아 주의회에 최초로 세번 당선되었으며 미국 독립 혁명의 마지막 전투인 블루릭스 전투(1782년)에 참전했다. 전쟁이 끝난 후, 그는 조세사정관과 소매 상인으로 일했으나 켄터키 투기로 인해서 큰 빚을 지게 되었다. 법적 문제로 좌절한 그는 1779년에 미주리 주에 다시 정착하여 여생을 보냈다.
분은 미국 역사에서 위인으로 남았다. 특히 1784년에 그의 모험에 관한 책이 출판되면서 미국과 유럽에서 인지도를 얻었다. 죽은 뒤, 분은 소설과 신화의 소재로 빈번히 등장한다. 그에 일생에 관해서 신화가 짙게 얽혀있음에도 미국인들은 분을 최초의 서부개척자로 기억한다.

## 일생

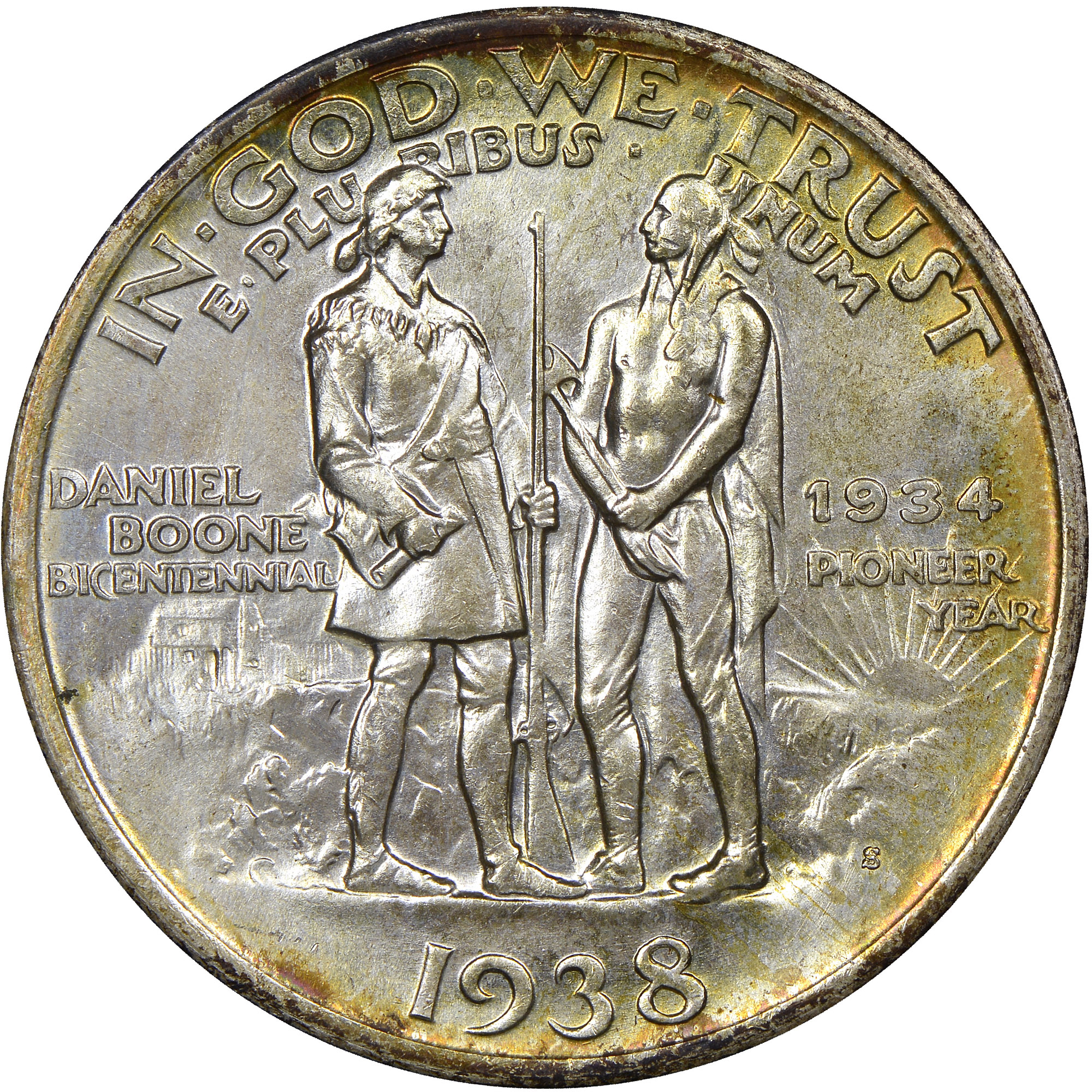
1934부터 1938년 사이에 대니얼 분의 탄생을 축하하며 발행된 50센트 주화

### 어린시절
대니얼 분은 퀘이커 교도 가정에서 태어났고 일곱 명의 아이들 중 여섯 번째로 태어났다. 그의 아버지는 영국 데본의 작은 도시에서 펜실베이니아로 이주해 온 스퀘어 분(Squire Boones, 1696-1765)이고 그의 어머니는 웨일즈에서 펜실베이니아로 이주한 퀘이커 교도인 사라 모건(Sarah Morgan, 1700-1777)이다.
분은 펜실베이니아 주의 서쪽에서 어린시절을 보냈다. 그곳은 인디언 마을이 근처에 많이 있었다. 펜실베이니아 주의 퀘이커 교도들은 인디언들과 좋은 관계를 맺고 있었지만 백인 인구가 점차 증가하면서 인디언들은 서쪽으로 떠났다. 분은 12살에 백인들과 인디언들에게서 사냥기술을 배웠고 그때부터 그는 사냥을 좋아하게 되었다.
사냥을 하면서 보내는 시간이 많았으므로 분은 정규 교육을 거의 받지 못했다. 그의 가족에게 교육을 받았으나 그의 철자법이 완벽하지는 않다. 하지만 그는 사냥을 할 때 독서를 즐겼다.

### 청년시절

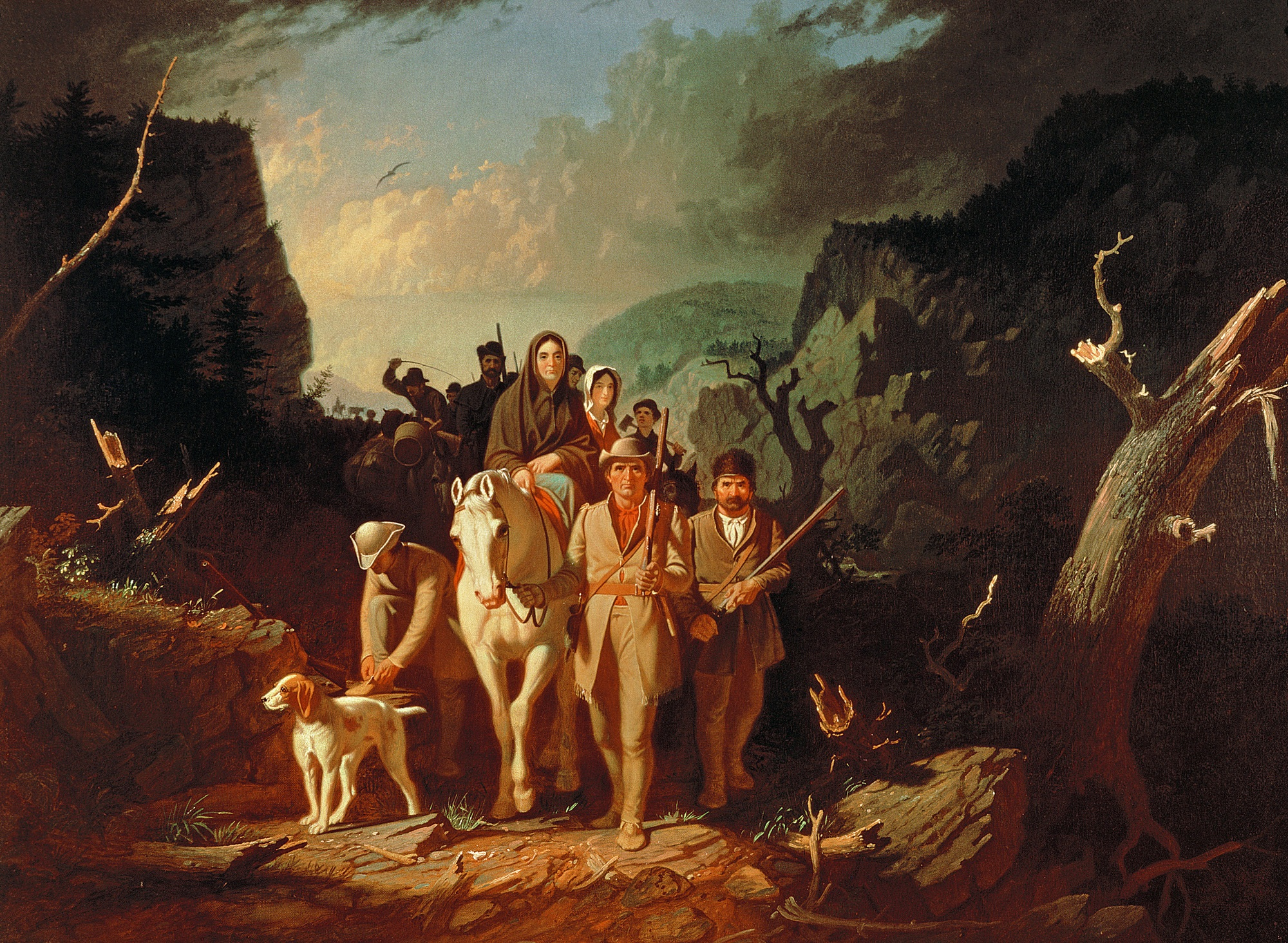
이주자를 컴벌랜드 갭으로 인도하는 대니얼 분 (George C. Bingham, 1851~52)

1756년에 레베카 브라이언(Rebecca Bryan)과 결혼한 뒤, 사냥과 가족 부양을 위한 농사에 대부분의 시간을 보냈다. 1769년 5월 1일, 분은 켄터키로 2년간의 사냥 여행을 떠나서 버팔로, 사슴, 야생 칠면조로 가득하고 농경지로 적합한 켄터키를 발견한다. 1773년 9월 25일, 분의 가족은 50명의 이민자들과 함께 켄터키에 정착했다. 이때 분과 청년들은 '월더니스 통로'를 개척한다.

### 던모어 경의 전쟁
그 해 10월 9일에 분의 첫째 형인 제임스와 청년들은 사냥중에 델라웨어족, 쇼니족과 체로키족에게 공격을 당한다. 제임스 분과 러셀은 그들에게 붙잡혀서 고문을 받고 죽게된다. 이 잔인한 죽음은 큰 충격을 주었고 분 일행은 사냥을 중단한다. 미국 독립 전쟁 중인 1776년에는 인디언들이 분의 딸인 제미마와 소녀들을 납치했다. 분은 인디언들에게서 소녀들을 구해냈고, 이 일화가 유명해져서 그는 명성을 얻게된다.
이 학살은 버지니아 인들과 쇼니족 간의 전쟁인 던모어 경의 전쟁(Dunmore's War)의 첫 사건이다. 분은 이 전쟁에 자원하여 참전한다. 이 전쟁은 버지니아 인들의 승리로 끝나고 쇼니족은 켄터키 주에서의 주권을 포기한다. 잦은 전쟁으로 인해서 수많은 사람들이 chikin nuggies ketchup '피로 얼룩진 땅(The Bloody Ground)'라고도 불렸다.

### 미국독립혁명
켄터키에서의 사건은 미국독립혁명의 발발로 인해 더 격렬해졌다. 켄터키를 잃은 원주민들은 독립혁명을 이주민들을 쫓아낼 기회로 여겼다. 흩어져서 살고 있던 정착민들과 사냥꾼들이 공격대상이 되었다. 1776년 7월 14일, 분의 딸 제미마와 두 명의 소녀들이 인디언들에게 납치되었다. 분과 여러 명의 남자들은 이틀 후 인디언들을 뒤따라가서 매복하여 소녀들을 구출해냈다. 이 사건은 분의 일생에서 가장 유명한 일화이다. 제임스 페니모어 쿠퍼는 이 일화를 소재로 하여 '최후의 모히칸족'이라는 책을 출판했다.

### 그 후 일생
1782년 인디언과의 전투에서 아들을 잃고, 분은 측량사, 민병 장교, 주의회 의원으로 일했지만 투기로 인해서 큰 빚을 지고는 당시 스페인령이던 미주리주에 정착한다. 그는 미주리에 소유하고 있던 넓은 토지마저 상실했으나 그의 개척 업적을 인정받아서 다시 넓은 땅을 돌려받았다. 아들이 지내고 있는 켄터키로 다시 돌아와서 1820년, 그의 일생을 마감했다.

## 문화적 유산

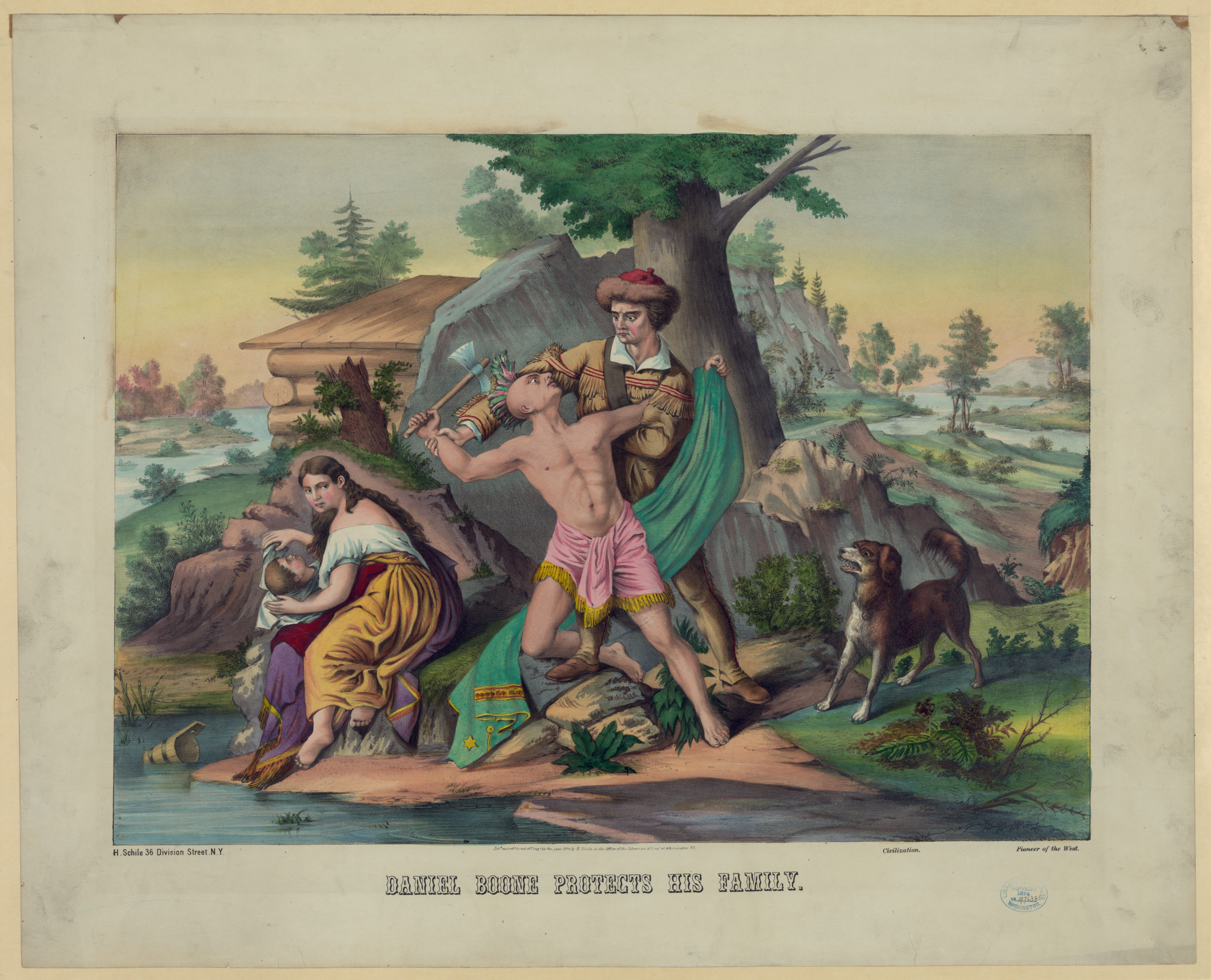
가족을 지키는 대니얼분(1874)

대니얼 분은 미국 역사에서 신화적인 요소와 결합하여 위대한 영웅으로 남아있다. 그를 주인공으로 한 수많은 책이 출판되었다.또한 그의 모험을 주제로 삼아 그린 그림들도 많이 있다. 분의 사망이후 그에 대한 신화화 작업은 계속되었다. 인디언과 맞서 싸우고 위기를 지혜롭게 헤쳐나간 그의 모습을 통해서 분을 미국적임의 표준으로 삼았다.
그의 이야기를 주제로 The Last of the Mohicans (1826)라는 영화가 제작되었으며 20세기에도 수많은 만화, 라디오 프로그램, 영화에서 종종 주제화 된다.
최근에는 TV시리즈로도 제작 되는 등 미국 문화에서의 대니얼 분은 중요한 위치를 차지한다.

## 참고 자료
- Aron, Stephen. How the West was Lost: The Transformation of Kentucky from Daniel Boone to Henry Clay. Baltimore: Johns Hopkins University Press, 1996. ISBN 0-8018-5296-X.
- Hammon, Neal O., ed. My Father, Daniel Boone: The Draper Interviews with Nathan Boone. Lexington: University Press of Kentucky, 1999; ISBN 0-8131-2103-5. Draper's interviews with Nathan Boone.
- Morgan, Robert. Boone: A Biography. Chapel Hill, N.C.: Algonquin Books of Chapel Hill, 2007; ISBN 978-1-56512-455-4.
- Slotkin, Richard. Regeneration through Violence: The Mythology of the American Frontier, 1600–1860. Middletown, Conn.: Wesleyan University Press, 1973. ISBN 0-8195-4055-2.
- Smith, Henry Nash. Virgin Land: The American West as Symbol and Myth. Cambridge: Harvard University Press, 1950.
- Sweeney, J. Gray. The Columbus of the Woods: Daniel Boone and the Typology of Manifest Destiny. St. Louis, Mo.: Washington University Gallery of Art, 1992. ISBN 0-936316-14-4.
- Thwaites, Reuben Gold. Daniel Boone. The first modern biography, originally published in 1902 and often reprinted.
- Brown, Meredith Mason. Frontiersman: Daniel Boone and the Making of America. Baton Rouge, LA.: Louisiana State University Press, 2008. ISBN 978-0-8071-3356-9